# 每日经济新闻 (韩国)
《每日经济新闻》是韩国主要的商业日报。迄2001年，日发行量约90万。现任社长是张大焕。
《每日经济新闻》的创刊号于1966年3月24日出版，共12页。现时该报纸拥有者是每经媒体，其亦主办一年一度的世界知识论坛。

## 政治立场
每日经济新闻一般持温和立场，但多数读者认为每日经济新闻持略有偏担商业的保守派媒体。特别是当按保守派和进步自由派的二分法分类韩国主要媒体时，每日经济新闻被归类为明显的保守派媒体。

## 延伸阅读
- Lee, Seung-Joo,  (PDF), Seoul: Korea Development Institute, 2002  [2010-07-09], （原始内容 (PDF)存档于2004-01-06）